# Mladí v partě
Mladí v partě (v anglickém originále The Young Ones) je britský sitcom, poprvé vysílaný v roce 1982 na BBC2. Svým nekonvenčním anarchistickým humorem výrazně přispěl k tomu, že se na televizních obrazovkách postupně začal prosazovat žánr alternativní komedie. Seriál začala brzy vysílat i začínající MTV, ten se tak stal jedním z prvních nehudebních pořadů, který se na nové stanici objevil. BBC jej z finančních důvodů označovala jako estrádu.
Děj seriálu se točí kolem čtveřice vysokoškolských studentů, kteří spolu bydlí v jednom domě: agresivního pankáče Vyvyana (Adrian Edmonson), nafoukaného anarchisty Ricka (Rik Mayall), věčně utrápeného hipíka Neila (Nigel Planer) a pochybného slušňáka Mikea (Christopher Ryan). V pořadu vystupuje také Alexei Sayle, který hraje pana domácího Balowského nebo ostatní členy Balowského rodiny.
V seriálu se mísí tradiční prvky sitcomu s groteskou, nelogickými dějovými zvraty a surrealismem, zpravidla ještě obohacené o hudební vložku nějaké soudobé kapely. To vše tvůrci doplnili názory dělnické a nižší střední třídy, což popularitu alternativních komedií v 80. letech ještě zvýšilo. Tímto žánrem se po skončení seriálu také i nadále zabývali všichni jeho protagonisté (s výjimkou Ryana).
Ačkoliv se děj seriálu má odehrávat v severním Londýně, většina exteriérů se natáčela v Bristolu. Všechny čtyři hlavní postavy studují fiktivní Scumbag College (v překladu něco jako „Šmejdská univerzita“), ve škole nebo studovat je ale téměř nikdy neuvidíme.
V hlasování BBC z roku 2004 diváci seriál zvolili 31. nejlepším britským sitcomem.

## Historie
Počátky seriálu můžeme najít v londýnských komediálních klubech přelomu 70. a 80. let 20. století. Většina herců tohoto seriálu získala popularitu v londýnském klubu The Comedy Store. Největší pozornost na sebe upoutal Alexei Sayle jako vyšinutý agresivní klubový konferenciér. Adrian Edmonson a Rik Mayall spolu vytvořili komickou dvojici v souboru 20th Century Coyote (později známém jako The Dangerous Brothers). Nigel Planer zase vytvořil s hercem Peterem Richardsonem dvojici nazvanou "The Outer Limits".
The Comedy Store se stával stále oblíbenějším, až se Sayle, 20th Century Coyotes a The Outer Limits spolu s komikem Arnoldem Brownem a dívčí komediální dvojicí French a Saunders rozhodli, že si založí v blízkém striptýzovém baru v Soho vlastní klub nazvaný The Comic Strip. The Comic Strip se stal jedním z nejoblíbenějších zábavních podniků v Londýně, čímž si vysloužil pozornost Jeremy Isaacse z Channel 4. Ten po dohodě s Peterem Richardsem přislíbil skupině odvysílání šesti samostatných půlhodinových filmů. První díl The Comic Strip Presents... vysílal Channel 4 v listopadu 1982. BBC zareagovala tím, že Edmonsonovi, Mayallovi, Richardsonovi a Planerovi nabídla vlastní sitcom podobného ražení. Producentem se stal Paul Jackson.
Scénář k seriálu psal Mayall se svou přítelkyní Lise Mayerovou a Benem Eltonem, který byl spolužákem Mayalla a Edmonsona z Univerzity v Manchesteru. Mikea měl původně hrát Richardson, nepohodl se ale s Jacksonem. Nahradil ho proto Christopher Ryan, který jako jediný z představitelů nevystupoval jako stand-up komik.

## Stručný obsah
Děj se točí kolem zanedbané domácnosti, kterou spolu sdílejí čtyři studenti Scumbag College. Seriál může být zařazen do škatulky situační komedie.
Když byl seriál vysílán poprvé, upoutal na sebe pozornost zejména dosti brutálním stylem grotesky. Pro mainstreamové publikum to bylo tenkrát něco nového, Mayall s Edmondsonem stejný styl ale používali už předtím v 20th Century Coyote. V seriálu se také objevily různé surrealistické prvky, např. maňásci, kteří představovali mluvící zvířata nebo předměty. Seriálu přidávaly na zmatku i dlouhé odbočky od scénáře, které se často vůbec netýkaly hlavní zápletky.
V některých dílech druhé série se objevují podprahové signály trvající jen zlomek sekundy (z některých opakování byly vypuštěny). Tvůrci se tím vysmívají všeobecné britské a americké obavě z podprahových signálů, které na nás vysílá hudba nebo televize. Na rozdíl od těchto "pravých" signálů, které zabírají jediné filmové políčko, se v seriálu objevují signály dostatečně dlouhé na to, abychom si jich všimli, ovšem aniž bychom byli schopni rozeznat, co vlastně představují. Ve skutečnosti se zde objevily závěrečné titulky z filmu Carry On Cowboy, zrezivělý kapající kohoutek, skákající žába, letící holubička, lyžař a ručně dělaná keramika.
Členové domácnosti jsou odolní vůči elektrickému šoku (např. v díle Bomba zapojí Urna šňůru z televize, kterou Vyvyan snědl, dostane Vyvyan šok, za což hodí Urnu do toustovače, nebo ve Fujtajblu, když Neil zapojí video, dostane šok).
Jeden díl trvá zhruba 35 minut, když ale seriál opakovala BBC nebo jiné kanály, některé díly byly zkráceny.

## Hudba
Ústřední písní seriálu se stala píseň Cliffa Richarda a The Shadows "The Young Ones", která byla v době svého vzniku (v roce 1961) v čele britské hitparády. Jelikož je Rick Richardovým velkým fanouškem, narážky na jeho osobu najdeme v celém seriálu.
Závěrečnou píseň, podobně jako některé další použité v seriálu, napsal Peter Brewis.
V roce 1984 po skončení druhé série se Planerovi (jako Neilovi) podařilo dostat na druhou příčku britské hitparády s vlastní verzí písně "Hole In My Shoe" kapely Traffic´s. Skladbu lze najít na albu "Neil´s Heavy Concept Album", volné sbírce písní a slovního humoru (objevili se na ní také představitelé vedlejších rolí z Mladých v partě Dawn Grenchová a Stephen Fry).
V roce 1986 nazpívali herci seriálu spolu s Cliffem Richardem a Hankem Marvinem pro charitativní organizaci Comic Relief píseň "Living Doll". Této předělávce Richardova hitu z roku 1959 se podařilo dostat až na vrchol britské hitparády.
Téměř v každém díle na ulici nebo v domě vystupuje nějaký hudební host. Díky tomu se seriál dostal do kategorie varieté a získal tak větší rozpočet než jaký by měl jako sitcom. Některým britským kapelám také seriál napomohl zviditelnit se v USA, například Dexys Midnight Runners, Motorhead nebo Madness. Posledně jmenovaná kapela se objevila dokonce ve dvou dílech.
Na vydaném DVD byla kvůli autorským právům některá vystoupení vystřižena.

## Hlavní postavy

### Neil Pye
Neil Pye (Nigel Planer) je depresivní hippie, sebevražedný pacifista, vegetarián a environmentalista, student mírových studií. Ostatní (hlavně Rick a Vyvyan) ho jen využívají a nutí ho dělat veškeré domácí práce, včetně nakupování, uklízení a vaření. Nikdo se nad tím nepozastavuje, tedy dokud Neil něco nepokazí.
Neil je pesimista, věří, že ho všichni a všechno nenávidí, což je z velké části pravda. Přesto ale má dva přátele hipíky: první se jmenuje také Neil a druhý Čáryfuk. Nesnáší techniku (až na video). Uznává "práva zelenině a mír". Je chronický nespavec, protože věří, že spánek způsobuje rakovinu.
Neil by chtěl, aby ho ostatní litovali nebo alespoň jeho přítomnost vzali na vědomí. Snaží se na sebe upoutat pozornost všemožnými způsoby, od opakovaného bouchání se do hlavy pánvičkou až po pokusy o sebevraždu. Tvrdí, že ho v jeho životě "nečeká nic zajímavějšího než kýchnutí". Každé Neilovo kýchnutí totiž způsobuje obrovskou explozi.
Ve druhé sérii se v díle Nemoc objeví Neilovi rodiče. Vyjde najevo, že jsou z vyšší střední třídy, konzervativní Toryové a že se na syna dívají spatra, protože účinkuje v tak pochybném seriálu.

### Rick
Rick (Rik Mayall) se prohlašuje za anarchistu, studuje sociologii a/nebo rodinnou výchovu (záleží na dílu). Rick píše poezii a sám sebe označuje za "básníka lidu".
Je to cholerik a pokrytec, který neustále vyžaduje pozornost a miluje Cliffa Richarda. Ostatní se snaží zaujmout talentem, duchaplností a vtipem, tedy vlastnostmi, kterými vlastně vůbec neoplývá. Při každé příležitosti verbálně (a často i fyzicky) napadá Neila. S Vyvyanem se často pere a hašteří, na Mikea se zase snaží zapůsobit.
Je také vegetarián a přeje si, aby se všichni na světě milovali jako bratři. Sám nicméně zřídkakdy udělá něco, co by se bratrskou láskou dalo označit.
Rickova postava je tak nesympatická a tak sebestředná, že dokonce věří, že je nejoblíbenější člen domácnosti. Ve skutečnosti ho jeho spolubydlící nenávidí (Vyvyan v díle Letní prázdniny opisuje jeho jméno, že se má vyslovovat s tichým "ču", v originálu "p"). Navzdory tomu, že jím ostatní členové domácnosti opovrhují a otevřeně ho nenávidí, v jednom díle Rick pronese, že jsou "fakt krutí kámoši".
Když Rick mluví o svých politických aktivitách nebo třídním původu, často si vymýšlí nebo aspoň přehání, protože vlastně tomu, že je "básník lidu" a "mluvčí své generace", sám věří. V posledním díle Prázdniny je ale odhalena pravda. Rick pochází z vyšší střední konzervativní třídy.
Ačkoliv sám sebe vnímá jako anarchistu, ve skutečnosti spíš holduje myšlenkám Marxe a Trockého (zájem o ně projeví v několika epizodách). Nenávidí Margaret Thatcherovou, což potvrdí například v díle Bomba, když jí hrozí, že atomovou bombou, která jim spadla do domu, "vyhodí Anglii do luftu, jestli neudělá něco, aby pomohla ještě dnes večer mladejm děckám". Rickovy záporné postoje k Thatcherové a konzervativní straně potvrzuje i kniha "The Young Ones Book" (vydalo Sphere Books, 1984).

### Vyvyan Basterd
Vyvyan (Adrian Edmonson) je pankáč s oranžovým čírem na hlavě. Studuje medicínu. Je extrémně agresivní, na Neila a Ricka pravidelně útočí kusem dřeva, pálkou na kriket nebo podobně velkými předměty. Jen Mikea nikdy neuhodí, protože toho respektuje. Rickem pohrdá ještě víc než Neilem a nevynechá jedinou příležitost mu ublížit. Například, když v díle Vopruz potkají v baru Vyvovu mámu, Mikea i Neila nazve svými přáteli, ale Ricka "děsným dobytkem". Vzájemné nepřátelství z nich paradoxně vytváří nerozlučnou dvojici, která spolu tráví mnohem víc času než bez sebe nebo s kýmkoliv jiným.
Vyvyan vlastní žlutý automobil Ford Anglia na boku pomalovaný rudými plameny. Má také křečka Urnu (v originále SPG, Special Patrol Group, kontroverzní policejní jednotka, známá hlavně kvůli brutálním zákrokům proti demonstrantům v 70. a 80. letech). I přesto, že ji má moc rád, stává se i Urna pravidelnou obětí jeho extrémní agresivity. Vyvyanova matka se živí jako barmanka a občas krade po obchodech. Vyvyan ji ve Vopruzu viděl poprvé po deseti letech. Kdo by mohl být jeho otcem, nemá ani tušení.
V některých dílech se u Vyvyana projevuje nadlidská síla (holýma rukama pohne zdí, pěstí prorazí cihly, pere se s Rickem, zatímco drží nad hlavou Neila nebo si sám usekne hlavu a znovu si ji nasadí). Vyvyan navíc dokáže téměř cokoliv sníst: televizi, mrtvé krysy nebo třeba kukuřičné lupínky s kečupem.
Navzdory tomu, že je vražedný maniak, je docela přátelský a tvůrčí. V epizodě Potopa například vymyslí nápoj, který z lidí dělá "vraždící maniaky se sekerou" (tvrdí, že "v zásadě to má léčit ty, co nejsou vražední maniaci se sekerou, potenciální trh je obrovskej"). Má nejvíc přátel z celého domu, ale očividně "nemá rád ani jednoho". Pravidelně způsobuje nějaké katastrofy, jako třeba když napojí zvonek na bombu nebo do vysavače namontuje motor z Forda (vysaje pak koberec, parkety i Neilova kamaráda). Překvapivě je to právě Vyvyan, kdo má jako jediný řidičský průkaz.

### Mike "Pohodář"
Od zbytku party se Mike (Christopher Ryan) podstatně liší. I přes malou výšku je považován za vůdce party, osobně ale do sporů, které mezi sebou vedou ostatní, nezasahuje. Často používá slovní hříčky, které jsou buď hodně ubohé nebo sice vtipné, ale zato "profláknuté".
Pravidelně pronáší věty, které sice znějí duchaplně, jeho spolubydlící však dokážou naprosto zmást (například na Rickovu otázku, jestli mu Mike neukradl jablko, odpoví "hodláš-li hřešit, kéž bys byl originální"). Mike se rád chvástá úspěchy u žen, ale ve Fujtajblu, je donucen přiznat se k panictví. Ovšem i přesto, že je stejně jako všichni v partě panic, nevynechá jedinou příležitost k flirtu. Jeho pokusy o zaujetí osob opačného pohlaví jsou ale většinou neúspěšné.
Jako profesionální podvodník vždy přijde na způsob, jak rychle vydělat peníze. Z Rickova pokoje třeba udělá diskotéku na kolečkových bruslích nebo se rozhodne vydražit dosud nevybuchnutou atomovou bombu, která jim spadla do domu. Do školy chodí jen podle jména, o známky a stipendium totiž vydírá děkana s tutorem. V Letních prázdninách prohlásí: "Myslím, že příští rok požádám o jeden z těch doktorátů."
I když Mike často dělá něco na úkor nebo škodu spolubydlících, na rozdíl od nich dává svou nevraživost najevo jen málokdy. Spíš než kvůli potěšení ze sadismu jim způsobuje potíže, jen když z toho má nějaký užitek. Sice neúmyslně, přesto se mu ale podaří přibít si hřebíky nohy ke stolu nebo během kriketu připravit Neila o vědomí. Obětí násilí se stane jen dvakrát. Jednou ho Neil, proměněný na comicsovou postavu Neuvěřitelného Hulka, zvedne nad hlavu a hodí s ním o zem (nakonec se ale ukáže, že to byla jen Neilova představa). Podruhé je to až v klipu k písni "Living Doll", kterou parta nazpívala po skončení seriálu s Cliffem Richardem. Na konci klipu Vyvyan přetáhne Mikea po hlavě kladivem.

## Rodina pana Balowského
Po celé dvě série se v různých úlohách objevuje Alexei Sayle. Pořad prokládá vlastními skeči, které připomínají scény z dob, kdy byl stand up komikem. Hlavní rolí pro něj byl pan domácí Jerzy (Jeremy) Balowski, což je jeho jediná role, která je v seriálu uvedena vícekrát (díly Demolice, Potopa a Letní prázdniny). Jindy se objevuje v roli rozličných členů Balowského rodiny. Tyto role jsou: Jerzyho synovec Alexei Balowski (zpěvák protest songů), syn Reggie Balowski (mezinárodní obchodník se zbraněmi), bratr Billy Balowski (blázen, který věří, že je taxikář), bratranec Tommy Balowski (opilec), uprchlý odsouzenec Brian Škoda Balowski a dvorní šašek Jester Balowski.
Ve druhé sérii se Sayle navíc objevil jako strojvůdce, jako muž podobný Mussolinimu (který přes den stojí v čele místní policie a přes noc soutěží v Eurovision Song Contest) a jako Harry Hajzl (vedoucí obchodu s elektronikou, který se převleče za jihoafrického upíra).

## Poměry v domácnosti
Mike je přirozeným vůdcem domácnosti. Neustále se snaží působit důležitě a zajímavě a párkrát dokonce vyjde najevo, že své zásluhy nepřehání (například skutečně zajistil Bambimu hlavní roli v reklamě na jablečný mošt). Ze všech členů domácnosti je s ním zacházeno nejlépe. Jestli se v domě objevuje jediné "plodné" přátelství, je to to mezi Mikem a Vyvyanem. Vyvyan uznává Mikeovu roli vůdce domu, přičemž Mike potřebuje Vyvyanovu sílu a ochotu násilně prosazovat Mikeovu autoritu.
Neil je druhým nejméně oblíbeným členem domácnosti a to i přesto, že jako jediný vykonává domácí práce a ostatní ho tím pádem nutně potřebují.
Nejméně oblíbeným je Rick, který si toho ale sám o sobě myslí hodně. Povídá ubohé vtipy a ubohé historky (sám je považuje za úžasné), je rádoby anarchista (ačkoli v jádru je docela konzervativní) a když není po jeho, chová se často jako malé dítě. Vztek si vylévá nejčastěji na Neilovi, protože toho se nikdo nezastane a ani on sám se nikdy neozve. Většina jeho vzteku obvykle pramení z nekonečných sporů s Vyvyanem, ve kterých má Vyv neustále navrch.

## Konec
V poslední epizodě Letní prázdniny chlapci vyloupí banku a ukradnou double-decker, se kterým se nakonec zřítí z útesu.

## Po skončení natáčení
Konec seriálu neznamenal definitivní konec Mladých v partě. Pro charitativní organizaci Comic Relief natočili s Cliffem Richardem a kytaristou skupiny Shadows Hankem B. Marvinem klip k písni "Living Doll". Alexei Sayle se natáčení nezúčastnil, zato ale v roce 1984 zabodoval v hitparádě vlastní písní "Ullo John, Gotta New Motor?".
Mayall, Planer a Edmonson se znovu potkali v seriálu Filthy Rich & Catflap (scenáristou byl opět Ben Elton). Stejně jako Mayallův a Edmonsonův další sitcom Bottom byl i tento podobného ražení jako Mladí v partě. Co se Ryana týče, několikrát se v podobných seriálech objevil také (například v Happy Families, Bottom nebo Absolutely Fabulous).
V Americe vyšel seriál na DVD v listopadu 2007 již podruhé, v České republice zatím bohužel ne.

## Hostující herci
•	Keith Allen – jako mor v epizodě Zajímavé
•	Mark Arden – jako policista ve Vopruzu, jako tatínek z krabice na vločky v Bombě, jako nezvaná návštěva v Zajímavé, jako hrobník v Potopě, jako bezhlavé strašidlo v Prachách, špión ve Fujtajblu a jako poslíček s hnojem v Nemoci
•	Roger Ashton-Griffiths – jako ďábel Orgo ve Vopruzu
•	Helen Atkinson-Wood – jako žena v reklamě na prášky proti bolesti ve Fujtajblu
•	Nicholas Ball – jako Rickův učitel v Zajímavé
•	Gary Beadle – jako dýdžejův pomocník v Čase
•	Chris Barrie – jako lodní kapitán na plakátě ve Fujtajblu
•	Paul Bradley – jako pilot v Demolici, jako Čáryfuk v Zajímavé a Prachách
•	Arnold Brown – jako kriminálník, který v Potopě čeká, až ho svrhnou do jámy a jako šachista ve Fujtajblu
•	Robbie Coltrane – jako vrátný v Naftě, jako doktor Carlisle v Bambim a jako jednooký dýdžej v Čase
•	Ron Cook – jako odsouzenec na plakátu ve Fujtajblu
•	Andy de la Tour – jako druhý pilot v Demolici, jako odsouzenec na plakátu ve Fujtajblu a jako moderátor dopravní relace v Prachách
•	Ben Elton – jako televizní hlasatel v Demolici, jako slepý dýdžej v Potopě, jako Kendall Mintcake v Bambim a jako opilec v reklamě na pivo v Letních prázdninách
•	Alan Freeman – jako Bůh v Prachách a Letních prázdninách
•	Dawn French – jako církevní návštěva v Zajímavé, jako ďábel v reklamě na prášky proti bolesti ve Fujtajblu a jako velikonoční zajíček v Čase
•	Stephen Frost - jako policista ve Vopruzu, jako hrobník v Potopě, jako bezhlavé strašidlo v Prachách, špión ve Fujtajblu, jako poslíček s hnojem v Nemoci a jako bankovní ředitel v Letních prázdninách
•	Stephen Fry - jako Lord Snot v Bambim
•	Gareth Hale – jako středověká stráž v Potopě, jako hrobník ve Fujtajblu a jako venkovský buran v Čase
•	Lenny Henry – jako pošťák v Letních prázdninách
•	Jools Holland – jako pankáč v bance v Letních prázdninách
•	Terry Jones – jako farář ve Fujtajblu
•	Hugh Laurie - jako Lord Monty v Bambi
•	Helen Lederer – jako asistentka dvorního šaška Gwendolyn v Čase, jako pokladník v Letních prázdninách
•	Pauline Melville – jako cestující v autobusu v Demolici, jako Vyvyanova matka ve Vopruzu a Nemoci a jako čarodějnice v Nemoci
•	Paul Merton (pod jeho pravým jménem Paul Martin) – jako venkovský buran v Čase
•	Norman Pace – jako středověká stráž v Potopě, jako hrobník ve Fujtajblu a jako venkovský buran v Čase
•	Daniel Peacock – jako probodnutý muž ve Fujtajblu
•	David Rappaport – jako ďábel Ftumch ve Vopruzu a jako Shirley v Potopě
•	Tony Robinson – jako doktor Kombajn Zábavy v Bambim
•	Griff Rhys-Jones – jako Bambi v Bambim
•	Jennifer Saunders – na party jako dívka jménem Sue v Zajímavé a jako vražedkyně Helena Huňarová v Čase
•	Mel Smith – člen poroty v Bambim
•	Emma Thompson – jako slečna Money-Sterlingová v Bambim

## Seznam dílů

### První série
První série byla poprvé vysílána 9. listopadu - 14. prosince 1982 na BBC2 v úterý ve 21.00.
1.	Demolice (Mladí v partě) (Demolition) - chlapci dostanou dopis z úřadu, že musí vyklidit dům, protože se bude bourat
2.	Nafta (Mladí v partě) (Oil) - potom, co se přestěhují do nového domu, Vyvyan narazí ve sklepě na naftu
3.	Vopruz (Mladí v partě) (Boring) – parta se snaží zahnat nudu, mezitím se kolem nich děje spoustu zajímavých věcí, kterých si oni ale ani nevšimnou
4.	Bomba (Mladí v partě) (Bomb) – střechou spadne do domu nevybuchnutá atomová bomba a zatarasí lednici, ještě horší ale je, že jim zavolá kontrolor televizních poplatků
5.	Zajímavé (Mladí v partě) (Interesting) – kluci pořádají večírek, který se jim vymkne z rukou
6.	Potopa (Mladí v partě) (Flood) – vydatně prší, Londýn je pod vodou a chlapci v domě zůstanou uvězněni s vražedným maniakem se sekerou panem Balowským

### Druhá série
Druhá série byla poprvé vysílána 8. května - 19. června 1984 na BBC2 v úterý ve 21.00.
1.	Bambi (Mladí v partě) (Bambi) – parta navštíví prádelnu a pak soutěží v univerzitním Hip Hap Hop proti oxbridgské koleji Světla ramp
2.	Prachy (Mladí v partě) (Cash) – chlapci jsou bez peněz, a tak donutí Neila, aby se dal k policii
3.	Fujtajbl (Mladí v partě) (Nasty) – záhadný balíček z Jižní Afriky naruší chlapcům plán, že se budou dívat na půjčeném videu na sprosté videokazety
4.	Čas (Mladí v partě) (Time) – Rick se vzbudí vedle krásné dívky a dům se dostane do časové smyčky
5.	Nemoc (Mladí v partě) (Sick) – chlapci stonají a zároveň se musí vypořádat s uprchlým kriminálníkem, ba co hůř i s Neilovými rodiči
6.	Letní prázdniny (Mladí v partě) (Summer Holiday) – přichází léto a vysvědčení